# Артикулеи
Артикулеите (gens Articuleia) са фамилия от Древен Рим.
Известни с това име:
- Квинт Артикулей Петин, консул 123 г.
- Квинт Артикулей Пет, суфектконсул 78 г.; консул 101 г. заедно с Траян.